# به دانگ مک گال خوش آمدید
به دانگ مک گال خوش آمدید (کره‌ای: 맨발의 꿈) فیلمی محصول سال ۲۰۰۵ کره جنوبی به کارگردانی پارک کوانگ هیون است. این فیلم به عنوان نماینده کره جنوبی برای هفتاد و هشتمین دوره جوایز اسکار انتخاب شد.